# Kong Yong-il
Kong Yong-il – południowokoreański zapaśnik w stylu wolnym. Zajął ósme miejsce na mistrzostwach świata w 1987. Zdobył srebrny medal na igrzyskach azjatyckich w 1986 roku.